# Liste der Kulturdenkmäler in Horbach (Pfalz)
In der Liste der Kulturdenkmäler in Horbach sind alle Kulturdenkmäler der rheinland-pfälzischen Ortsgemeinde Horbach aufgeführt. Grundlage ist die Denkmalliste des Landes Rheinland-Pfalz (Stand: 31. August 2023).

## Einzeldenkmäler
| Bezeichnung                       | Lage                                                                        | Baujahr                     | Beschreibung | Bild                           |
| --------------------------------- | --------------------------------------------------------------------------- | --------------------------- | --- | ------------------------------ |
| Hofanlage                         | Hauptstraße 63 Lage                                                         | 1805                        | Hofanlage; Fachwerkhaus, teilweise massiv, verputzt, bezeichnet 1805, Bruchstein-Stallscheune, zweite Hälfte des 19. Jahrhunderts                   | Fotos hochladen                |
| Wegekreuz                         | Pfarrhübelstraße, Ecke Hauptstraße Lage                                     | Anfang des 19. Jahrhunderts | Wegekreuz; klassizistisches Kruzifix, Sandstein, Anfang des 19. Jahrhunderts (angeblich bezeichnet 1810)                                            | BW                             |
| Wegekreuz                         | Pfarrhübelstraße, Ecke Hauptstraße Lage                                     | 18. Jahrhundert             | Wegekreuz; Sandstein, barocker Sockel, 18. Jahrhundert, jüngeres Kreuz                                                                              | BW                             |
| Katholische Pfarrkirche St. Peter | Pfarrhübelstraße Lage                                                       | 14. Jahrhundert             | ursprünglich gewölbte dreischiffige Basilika, 14. Jahrhundert, 1738 erhöht und mit Flachdecke versehen; Chor mit Turm, 1905; Friedhofsmauer mit Tor | weitere Bilder Fotos hochladen |
| Friedhof                          | nördlich des Ortes nahe der L 363; Distrikt Oben an der Kirchhofsdelle Lage |                             | ehemaliger Friedhof; aufgelassenes Areal mit Resten von Grabsteinen                                                                                 | weitere Bilder Fotos hochladen |
| Horbachermühle                    | südwestlich des Ortes Lage                                                  | 1859                        | stattlicher Bruchsteinbau, bezeichnet 1859 | Fotos hochladen                |